# Disentis/Mustér
Disentis/Mustér (tot 1963 officieel in het Duits Disentis; Reto-Romaans: Mustér; Italiaans (verouderd): Desertina) is een gemeente in Zwitserland, het ligt in de Alpen. Het ligt hoog in het dal van de Rijn, tegen het noorden van de helling op. Historische betekenis kreeg de regio door de Lukmanierpas en Oberalppas.
Disentis is ook bekend voor de abdij. 
Het station van Disentis is het knooppunt waar het spoornet van de Rhätische Bahn (RhB) het net van de Matterhorn Gotthard Bahn (MGB) raakt. Het traject van de MGB over de Oberalppas naar Andermatt en verder naar de Rhônevallei tot Zermatt bestaat uit deeltrajecten afgewerkt als tandradspoorweg. Niet alle treinstellen van de RhB afkomstig van Chur, kunnen verder over het MGB traject. De Glacier Express, de rechtstreekse sneltrein die vanaf Sankt Moritz naar Zermatt gaat, maakt een halte in Disentis.
Het skigebied behoort met 60 km pisten en 7 liften tot de middelgrote skigebieden van Zwitserland. De hoogte van het skigebied varieert van 1150 m, het dalstation bij het dorp, tot 2833 m.

## Externe links

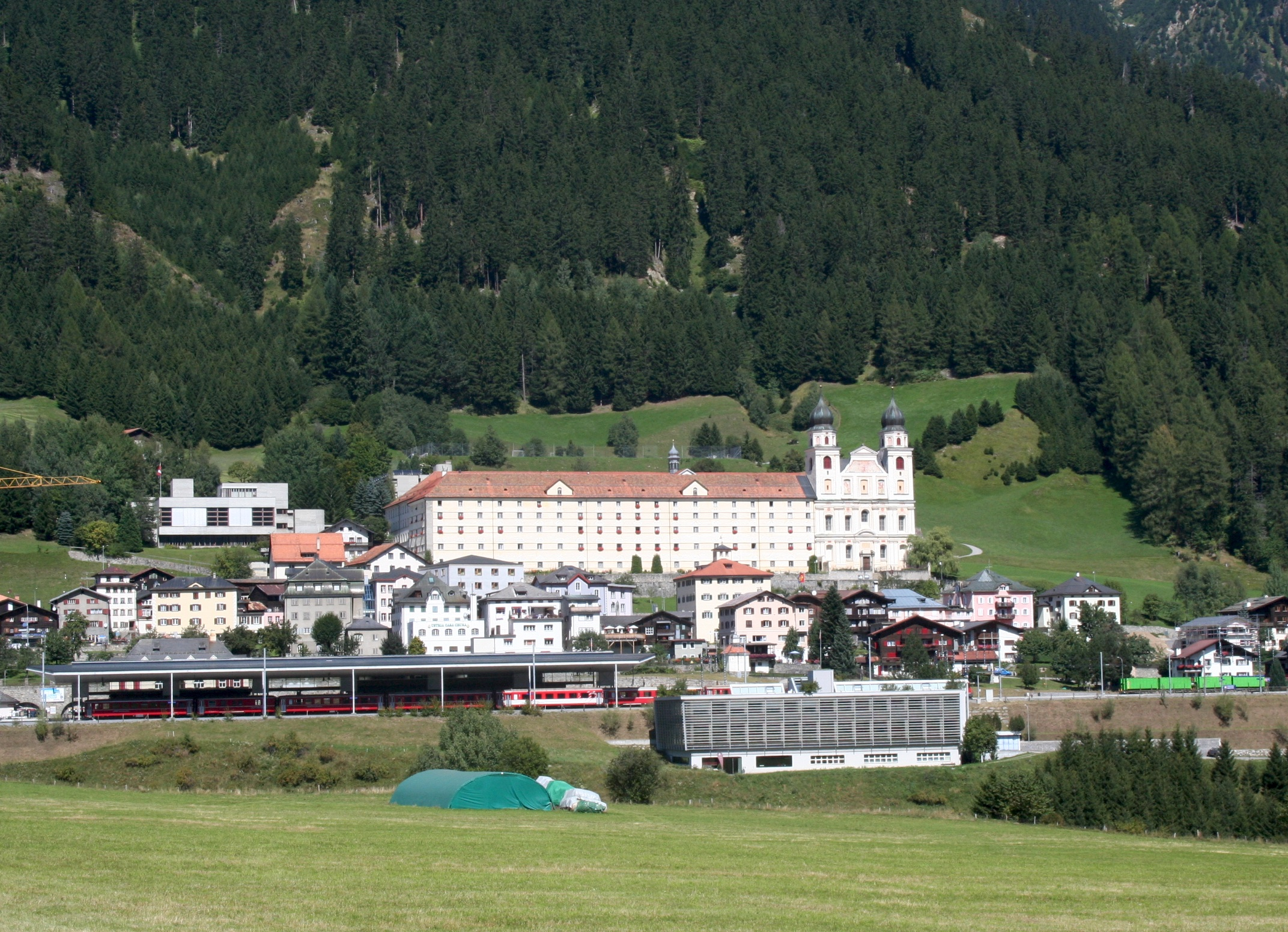
Disentis met de abdij en het station
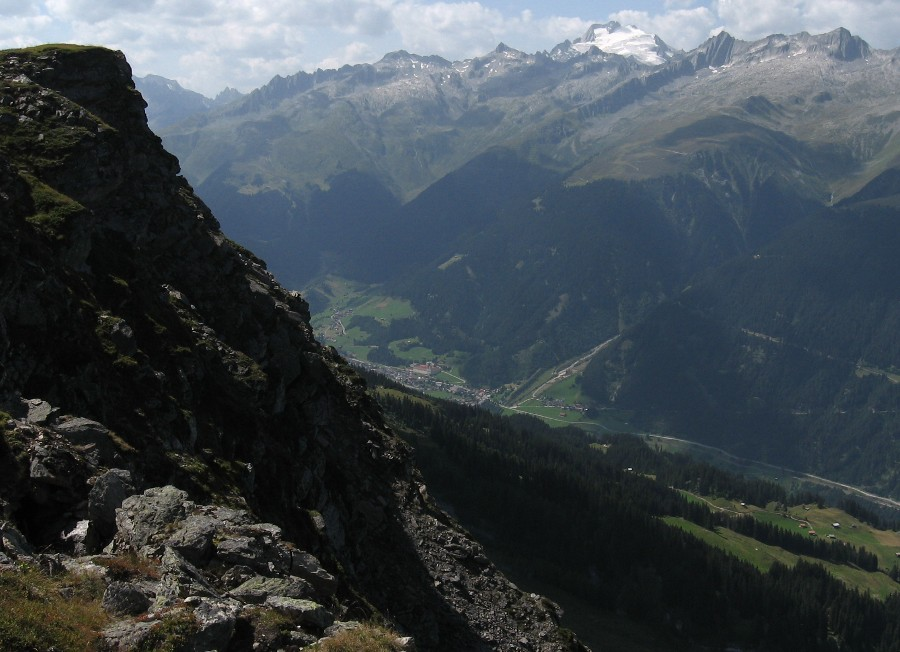
wandelen boven Disentis